# Gelada (Alta Ribagorça)
Gelada és un espai natural a cavall dels termes municipals de la Vall de Boí i Vilaller, a la comarca de l'Alta Ribagorça.
Està situada a la meitat oriental del terme de Vilaller i en el sector sud-occidental del de la Vall de Boí, a banda i banda de la carena que separa els dos termes. És al nord-oest de Barruera i al nord-est de Cierco.

## Medi físic
L'orografia d'aquest Espai és molt complexa i diversa en materials geològics. Gelada i el pic de Munyidor són els punts més alts d'un conjunt de cims, de rocams carbonatats i esquistos metamòrfics àcids, que determinen un relleu abrupte amb ambients molt variats. A més, l'Espai inclou dos geòtops d'interès catalogats: mines de Cierco i Allau d'arrossegalls de Senet.

## Biodiversitat
La funció principal dels espais naturals protegits de Catalunya és conservar mostres representatives de la fauna, la flora i els hàbitats propis del territori, de manera que es puguin desenvolupar els processos ecològics que donen lloc a la biodiversitat (l'àmplia varietat d'ecosistemes i éssers vius: animals, plantes, els seus hàbitats i els seus gens). Aquest Espai natural és notable per presentar pinedes subalpines en molt bon estat de conservació que acullen una fauna vertebrada subalpina molt interessant.

### Vegetació i flora
Aquest Espai, a causa de l'orografia i als canvis de substrat, presenta una vegetació força variada. Cal assenyalar el bon estat de conservació de les pinedes de pi negre (Rhododendro-Pintum uncinatae). També són importants els prats i pastures sobre sòls més o menys lixiviats (Nardion, Festucion airodis), coincidint també amb d'altres de calcícoles o amb vegetació de pedrusques als litosòls (Festucion gautieri, Iberidion spathulae), amb rasos d'Elynion, amb matollars de salze (Salix pyrenaica), etc. La vegetació de congestes (Arabidion coeruleae), amb plantes poc comunes al Pirineu, també hi és ben representada.
Espècies de flora de l'annex II de la Directiva 92/43, d'hàbitats. Llista referent al conjunt de l'Espai de la xarxa Natura 2000 (Aigüestortes). En el cas de l'ENP de Gelada, les espècies presents són:
- Buxbaumia viridis
- Drepanocladus vernicosus

### Fauna
La fauna és fonamentalment eurosiberiana, subalpina i alpina, i es manifesta el seu bon estat de conservació per la presència de determinades espècies indicadores de bones condicions ecològiques. Pel que fa a la fauna forestal, cal assenyalar la presència del gall fer (Tetrao urogallus) i el mussol pirinenc (Aegolius funereus). Ja en el límit de les masses, en àrees de matollar obert, hi és present la perdiu xerra (Perdix perdix). Altres espècies interessants, com ara la rata talpera (Arvicola terrestris), se situen en un context alpí. Pel que fa als invertebrats, cal esmentar espècies com el lepidòpter Parnassius apollo.

### Aspectes socioeconòmics
En aquest espai s'hi duen a terme bàsicament aprofitaments silvícoles i ramaders (vaca bruna dels Pirineus). El 67,90% de la superfície figura en el Catàleg de forests d'utilitat pública (CUP) o té algun tipus de conveni amb ajuntaments o particulars.
Usos del sòl
- Vegetació arbustiva i herbàcia - 53,01%
- Boscos - 41,70%
- Roques, tarteres, glaceres, coves - 4,47%
- Àrees talades o cremades - 0,42%
- Aigües continentals - 0,03%